# La Chapelle-sous-Uchon
La Chapelle-sous-Uchon – miejscowość i gmina we Francji, w regionie Burgundia-Franche-Comté, w departamencie Saona i Loara.
Według danych na rok 1990 gminę zamieszkiwało 195 osób, a gęstość zaludnienia wynosiła 12 osób/km² (wśród 2044 gmin Burgundii La Chapelle-sous-Uchon plasuje się na 716. miejscu pod względem liczby ludności, natomiast pod względem powierzchni na miejscu 584.).